# Jean-Zuléma Amussat
Jean Zuléma Amussat (né le 21 novembre 1796 à Saint-Maixent – mort le 13 mai 1856 à Passy) est un chirurgien urologue français.

## Biographie
Fils d’un médecin, il reçoit sa première formation médicale de son père et d’un chirurgien du nom de Servan. Lorsqu’il est appelé pour le service militaire en 1814, âgé de 17 ans, il est employé comme assistant subalterne dans l’armée.
Après la guerre, il se rend à Paris, malgré son manque d'argent, pour continuer ses études de médecine. Il y rencontre l'un de ses maîtres, Troussel, qui lui donne la possibilité de participer aux travaux anatomiques à la Salpêtrière. 
Après ses premières années en tant qu’étudiant, il obtient un poste - et un logement - à la Charité par concours externe. Lerminier (1770-1836), qui remarque l’intérêt d'Amussat pour l'anatomo-pathologie, l'aide et lui permet de travailler dans son service hospitalier.
Deux ans plus tard, il réussit son concours d'internat et retourne à la Salpêtrière. Alors qu’il travaille sur des recherches sur la moelle osseuse, en particulier pour trouver des modifications pathologiques qui pourraient avoir été causées par l’épilepsie, il invente le rachiotome. En même temps, il commence également à donner des conférences privées en anatomie pour les artistes. 
En décembre 1821, il devient assistant en anatomie, par concours.

En 1822, Amussat a pour élève Berlioz qui commence des études de médecine sous la pression de son père. Berlioz en parle dans ses mémoires : 

« Je suivis donc, sinon avec intérêt, au moins avec une stoïque résignation le cours d’anatomie. De secrètes sympathies m’attachaient même à mon professeur Amussat, qui montrait pour cette science une passion égale à celle que je ressentais pour la musique. C’était un artiste en anatomie. Hardi novateur en chirurgie, son nom est aujourd’hui européen ; ses découvertes excitent dans le monde savant l’admiration et la haine. Le jour et la nuit suffisent à peine à ses travaux. Bien qu’exténué des fatigues d’une telle existence, il continue, rêveur mélancolique, ses audacieuses recherches et persiste dans sa périlleuse voie. Ses allures sont celles d’un homme de génie. Je le vois souvent ; je l’aime. »

Cependant la maladie - à la suite d'une piqûre anatomique - empêche Amussat de postuler pour un poste de professeur et il doit se rabattre sur son cabinet privé. Il continue cependant à travailler  et, en 1824, il reçoit l’honneur de devenir membre de l’Académie nationale de médecine, avant même d'avoir été docteur en médecine. En 1826, il défend sa thèse de doctorat à l’Académie : Quelques considérations sur l'étude de l'anatomie. Amussat y souligne l’importance de l’expérimentation animale.
Il continue néanmoins la recherche et propose de nouvelles solutions pour le traitement du rétrécissement de l'urètre, le cathétérisme (1823), les maladies des voies biliaires (1824), la torsion des artères pour limiter les saignements (1828). Une série d'autres innovations importantes dans la technique chirurgicale lui est due : le fonctionnement de l'anus artificiel chez le nouveau-né (1835), le vagin artificiel (1835), le traitement chirurgical des hémorroïdes. Ses innovations sont nombreuses.
Il meurt à Passy en 1856.

« M. Amussat est mort a cinquante-neuf ans, le 13 mai, dans la nuit, après avoir été malade pendant quelques jours seulement, et presque sans avoir eu d'autres souffrances qu'un anéantissement progressif de toutes ses forces. Des symptômes de diphthérite et de paralysie vésicale se sont bien déclarés dans les derniers instants; mais, en définitive, il a succombé aux fatigues continues de cette profession pénible qui tue tant de médecins épuisés a faire vivre leurs malades. Il est mort comme il avait vécu, plein d'activité, de courage et de résignation. »

Jean Zuléma Amussat est inhumé au cimetière du Père-Lachaise (15e division) aux côtés de son fils Auguste Alphonse Amussat (1820-1878), également chirurgien. Son cœur a été déplacé au cimetière de Saint-Maxent le 16 janvier 1857.
Berlioz écrit dans ses Nouvelles lettres : « J'ai eu un grand chagrin dernierement, mon excellent ami et ancien maitre d'anatomie Amussat est mort. II s'est éteint exténué de fatigues, après des travaux acharnés et une lutte de 30 ans. »

## Distinction
- Chevalier de la Légion d'honneur le 25 avril 1845[14].

## Hommage
- Buste en bronze surmontant un piédestal haut de quatre mètres, place Chaigneau à Saint-Maixent-l'École[15].